# Пама-ньюнгские языки

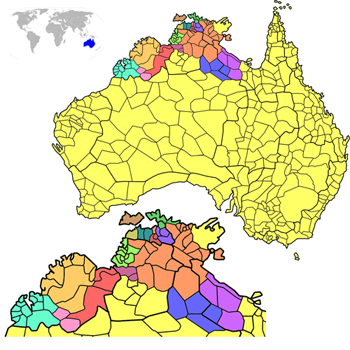
Пама-ньюнгские языки

Языки пама-ньюнга аборигенов Австралии — крупнейшая языковая семья по количеству языков на австралийском континенте, включающая около 306 аборигенных языков Австралии, ареал которых охватывает 7/8 континента (кроме северо-западных областей).
Крупнейшими языковыми группами в семье пама-ньюнга являются паманские языки и юго-западные языки Австралии — 43 и 52 отдельных языка соответственно.

## Классификация
Ниже даётся классификация на основе последней работы Бауэрн и Аткинсона (2012), с учётом работы Bowern 2012 (по которой, в частности, даётся в большинстве случае число языков) и данных Глоттолога (ниже — GL). Знак вопроса указывает на неуверенность относительно существования данного таксона вообще или в данном месте, которое, в частности, может проистекать из противоречия между указанными источниками.
- Юго-восточная подсемья (Southeastern)
  - викторийская ветвь (Victorian)
    - нижнемуррейская группа (Lower Murray) — 9 языков
    - восточно-викторийская группа (Eastern Victoria)
      - гипслендская группа (Gippsland)
        - канайская группа (Gaanay, Kurnai, Ganai) — 4 языка
        - тутуроа (Dhudhuroa) — 1 язык
        - палланганмиттанг (Pallanganmiddang) — 1 язык

      - йотайотская группа (Yotayotic) — 2 языка

    - кулинийская группа (макрокулинская; (Macro-)Kulin(ic), Kulin-Bunganditj) — 13 языков
      - кулинская группа (Kulin group) — таунгвуррунг и ещё 11 языков
      - друальская группа (Bunganditj, Drual group) — 1-2 языка
      - колакнгат (Kolakngat, Gulidjan) — 1 язык

  - новоюжноуэльсская ветвь (New SouthWales)
    - юин-курийская группа (Yuin-Kuric) — 14 языков
    - аневан (?) (Anewan, Nganyaywana) — 1 язык; GL и др. объединяют с тянгати (Dyangadi, Burgadi, Thanggati) в Macleay-New England
    - виратурская группа (Wiradhuric, Central (Inland) NSW) — 3-5 языков
    - мурувари (Muruwari) — 1 язык

  - севернобережная ветвь (North Coast)
    - турупальская группа (Durubalic (Durubulic) — 5 языков
    - пандялангская группа (Bandjalangic) — 5 языков
    - ? юкамбальская группа (Yugambal-Bigambal + Guyambal) — 2-3 языка
    - вака-кабийская группа (Waka-Kabic) — 5 языков
    - кумбайнгирская группа (Gumbaynggiric) — 2 языка: кумпайнгкир и яйкир
- Северная подсемья (Northern)
  - майи-калкатунгская ветвь (Gulf)
    - калкатунгская группа (Kalkatungic, Galgadungic) — 2 языка
    - маяпийская группа (Mayi, Mayabic) — 6 языков

  - пама-марийская ветвь (Pama-Maric, Pama-Maran, NE. Pama-Nyungan)
    - марийская группа (Maric, Greater Maric) — 26 языков
    - паманская группа (Paman) — 57 языков
      - куку-варра (Gugu-Warra) — GL выделяет отдельно

    - дирбальская группа (Dyirbalic, Herbert River) — 5 языков
      - собственно дирбальская группа (Dyirbalic proper) — 2 языка
      - нявайгийская группа (Nyawaygic) — 3 языка
      - варунгу ? (Warungu) — обычно относится к марийским
      - мбабарам ? (Mbabaram) — обычно относится к паманским

    - западноторреская группа (Western Torres) — 2 языка, вкл. кала-лагав-я
    - яланди-йитиньская группа ((Yimidhirr-)Yalanji-Yidinic) — 4-6 языков
      - яландийская подгруппа (Yalandyic, Yalanjic), вкл. куку-йимитирр — 2-4 языка (включая вымерший барроу-пойнтский язык)
      - йитиньская группа (Yidinic) — 2 языка

    - вулкуру-кингкельская группа ? (Wulguru-Kingkel, Wulguru-Rockhampton-Gladstone) — 4 языка: тарумбал (Dharumbal), паяли (Bayali), пиндал (Bindal), вулкуру (Wulguru)
- Центральная подсемья (Central)
  - аранта-тура-юрская ветвь (Arandic-Thura-Yura)
    - тура-юрская группа (Thura-Yura) — 8 языков
    - арантийская группа (Arandic) — 7 языков

  - карна-ярлийская ветвь (Southwest Queensland)
    - карнийская группа (Karnic) — 14 языков
    - ярли-пакантийская группа (Northwest NSW, Yarli-Baagandji)
      - ярлийская группа (Yardli) — 3 языка
      - пакантийская группа (Paakantyi, Darling) — 2 языка
- Западная подсемья (Western)
  - йолнгу-варлуварская ветвь (?) (Yolŋu-Warluwaric)
    - варлуварская группа (нгарна; Warluwaric, Ngarna) — 5 языков
    - йолнгуйская группа (Yolŋu, Yuulngu) — 10 языков

  - нюнгийская ветвь (Nyungic)
    - пустынная подветвь (Desert (Nyungic))
      - маррнгуйская группа (Marrngu) — 3 языка
      - нгумпин-япская группа (Ngumpin-Yapa) — 10 языков
        - варумунгу (Warumungu) — 1 язык

      - ватийская группа (Wati) — 18 языков

    - юго-западная подветвь (Southwest)
      - пилбарская надгруппа (Pilbara)
        - нгаяртская группа (Ngayarta) — 12 языков
        - каняра-мантатская группа (Kanyara-Mantharta) — 6 языков

      - картуйская группа (Kartu, Kartu-Nhanda) — 5 языков
      - нюнгарская группа (Nyungar, Nyungic, Southwest, Nyunga) — 11 языков
      - мирниньская группа (Mirniny, Mirning) — 2 языка